# Lysekilspartiet
Lysekilspartiet (LP) är ett lokalt politiskt parti i Lysekils kommun. 
År 2002 fick partiet 2,3 % av rösterna, vilket gav ett mandat i kommunfullmäktige. I valet 2006 fick partiet 4,63 % av rösterna och fick två mandat.. I valet 2010 fick partiet 5,65 % av rösterna och behöll sina två mandat.
2014 gjorde partiet sitt hittills bästa val när det med 22,56 % av rösterna blev Lysekils näst största parti och fick 7 mandat i kommunfullmäktige.  Inför detta val hade man också gått samman med ett annat lokalt parti, Skaftöpartiet. I valet 2018 fick partiet 21,02 % av rösterna och behöll sina sju mandat.
2022 fick partiet 15,02% av rösterna, 5 mandat i kommunfullmäktige och bildade minoritetsstyre i kommunen ihop med Socialdemokraterna och Miljöpartiet.